# Port-Cartier
Port-Cartier – miasto w Kanadzie, w prowincji Quebec, w regionie Côte-Nord i MRC Sept-Rivières. Port-Cartier położone jest nad Rzeką Świętego Wawrzyńca i jest ważnym ośrodkiem portowym.
Liczba mieszkańców Port-Cartier wynosi 6 758. Język francuski jest językiem ojczystym dla 96,9%, angielski dla 1,1% mieszkańców (2006).